# 1896년 하계 올림픽 역도
제1회 하계 올림픽 역도 경기는 1896년 4월 7일 그리스 아테네에서 열렸다. 파나티나이코 스타디움에서 진행된 이 대회에는 5개국에서 7명의 선수가 참가하였으며 남자 경기만 열렸다.

## 경기장
| 도시            | 경기장                                       |
| --------------- | -------------------------------------------- |
| 아테네 (Athens) | 파나티나이코 스타디움 (Panathinaiko Stadium) |

## 세부 종목
1896년 하계 올림픽 역도의 세부 종목은 아래와 같으며, 남자 경기만 진행되었다. 오늘날의 역도 세부 종목과 차이가 있다.
| - 남자 한손 | - 남자 양손 |

## 참가국
5개국에서 7명의 선수가 참가하였다.
- 덴마크
- 독일
- 영국
- 그리스
- 헝가리

## 메달 집계

### 최종 순위
| 순위 | 국가   | 금메달 | 은메달 | 동메달 | 합계 |
| ---- | ------ | ------ | ------ | ------ | ---- |
| 1    | 덴마크 | 1      | 1      | 0      | 2    |
| 1    | 영국   | 1      | 1      | 0      | 2    |
| 3    | 그리스 | 0      | 0      | 2      | 2    |
| 합계 | 합계   | 2      | 2      | 2      | 6    |

독일과 헝가리도 선수가 참가했으나 메달을 획득하지는 못했다.

### 메달리스트
| 종목             | 금                     | 은                     | 동                                 |
| ---------------- | ---------------------- | ---------------------- | ---------------------------------- |
| 남자 한손 자세히 | 론서스턴 엘리엇 · 영국 | 비고 옌센 · 덴마크     | 알렉산드로스 니콜로푸로스 · 그리스 |
| 남자 양손 자세히 | 비고 옌센 · 덴마크     | 론서스턴 엘리엇 · 영국 | 소티리오스 베르시스 · 그리스       |

## 같이 보기
- 올림픽 역도 메달리스트 목록

## 참고 자료
- International Olympic Committee results database
- Lampros, S.P.; Polites, N.G.; De Coubertin, Pierre; Philemon, P.J.; & Anninos, C. (1897). 《The Olympic Games: BC 776 – AD 1896》. Athens: Charles Beck. (Digitally available at  보관됨 2013-01-16 - 웨이백 머신)
- Mallon, Bill; & Widlund, Ture (1998). 《The 1896 Olympic Games. Results for All Competitors in All Events, with Commentary》. Jefferson: McFarland. ISBN 0-7864-0379-9. (Excerpt available at )
- Smith, Michael Llewellyn (2004). 《Olympics in Athens 1896. The Invention of the Modern Olympic Games》. London: Profile Books. ISBN 1-86197-342-X.

| 올림픽 역도 |                                     |                   |
| 이전        | 1896년 하계 올림픽 역도 아테네 1896 | 다음              |
|             | 1896년 하계 올림픽 역도 아테네 1896 | 세인트루이스 1904 |
|             |                                     |                   |
|             |                                     |                   |